# Pha (vật chất)

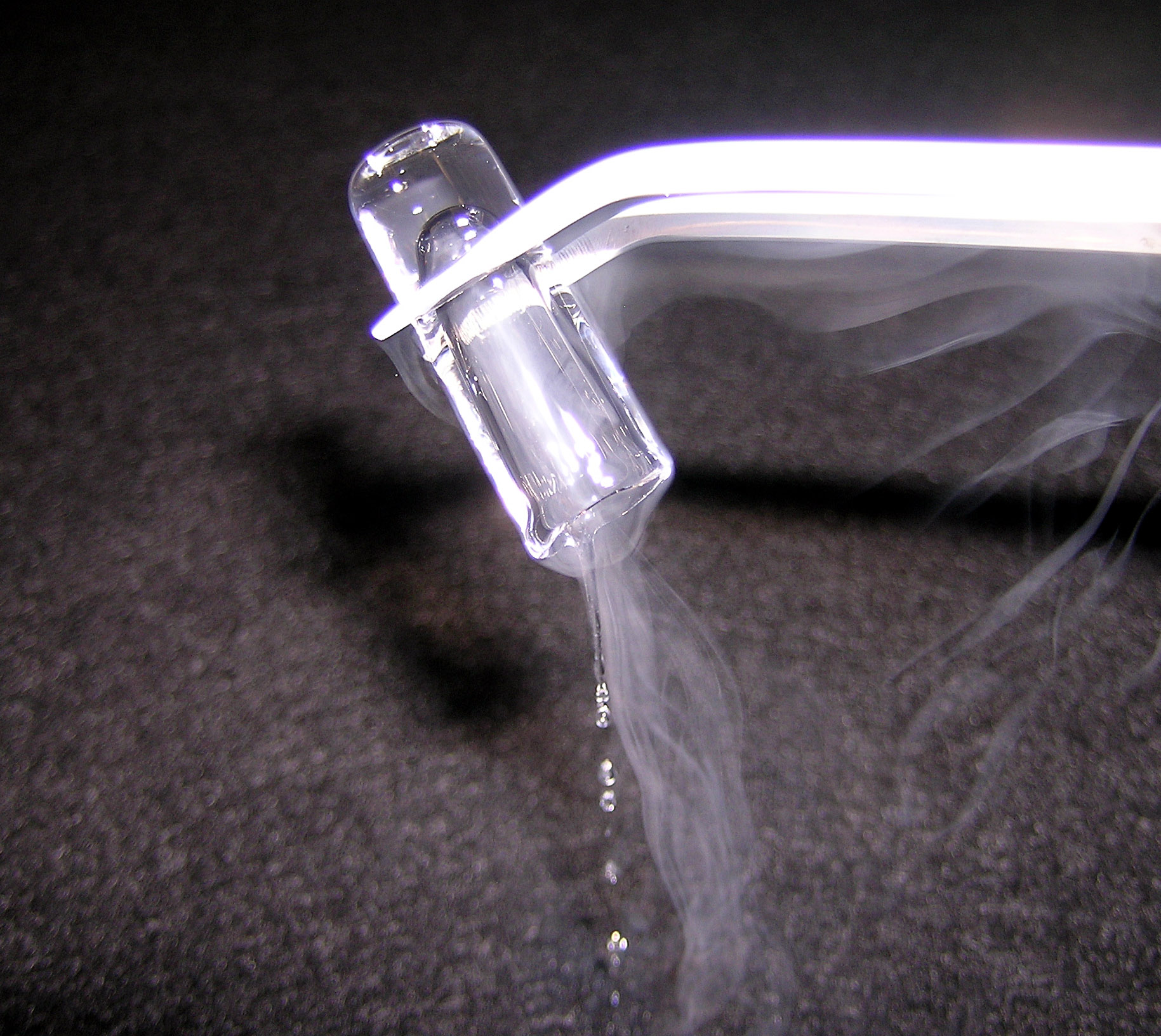
Một mảnh nhỏ của băng argon tan chảy nhanh chóng cho thấy sự chuyển đổi pha từ rắn sang lỏng.

Trong các ngành khoa học vật lý, một pha là một vùng không gian (một hệ nhiệt động), trong đó tất cả các tính chất vật lý của vật liệu về cơ bản là đồng nhất. :86  :3 Ví dụ về tính chất vật lý bao gồm mật độ, chỉ số khúc xạ, từ hóa và thành phần hóa học. Một mô tả đơn giản là một pha là một vùng vật liệu đồng nhất về mặt hóa học, khác biệt về mặt vật lý và thường là có thể tách rời về mặt cơ học. Trong một hệ thống bao gồm nước đá và nước trong bình thủy tinh, các khối nước đá là một pha, nước là pha thứ hai và không khí ẩm là pha thứ ba so với nước đá và nước. Thủy tinh của bình là một pha riêng biệt khác.
Thuật ngữ pha đôi khi được sử dụng như một từ đồng nghĩa với trạng thái của vật chất, nhưng có thể có một số pha trộn lẫn của cùng một trạng thái của vật chất. Ngoài ra, thuật ngữ pha đôi khi được sử dụng để chỉ một tập hợp các trạng thái cân bằng được phân định theo các biến trạng thái như áp suất và nhiệt độ theo ranh giới pha trên sơ đồ pha. Do các ranh giới pha liên quan đến những thay đổi trong tổ chức vật chất, chẳng hạn như thay đổi từ lỏng sang rắn hoặc thay đổi tinh tế hơn từ cấu trúc tinh thể này sang cấu trúc tinh thể khác, nên cách sử dụng sau này tương tự như sử dụng "pha" như một từ đồng nghĩa với trạng thái vật chất. Tuy nhiên, trạng thái của vật chất và cách sử dụng sơ đồ pha không tương xứng với định nghĩa chính thức được nêu ở trên và ý nghĩa dự định phải được xác định một phần từ bối cảnh sử dụng thuật ngữ này.
Vật chất thông thường có thể ở các dạng sau:
1. Thể rắn
2. Thể lỏng
3. Thể khí
4. Plasma
5. Quark-gluon plasma
6. Đông đặc Bose-Einstein
7. Đông đặc fermion
8. Vật chất lạ, tinh thể lỏng, siêu lỏng, siêu rắn, siêu dẫn, thuận từ, sắt từ...